# Melis Antal
Melis Antal (Budapest, 1946. május 12. –) olimpiai- és Európa-bajnoki ezüstérmes evezős.

## Pályafutása
Az 1969-es klagenfurti evezős Európa-bajnokságon a kormányos nélküli négyes számokban ezüstérmet szerzett. Az 1968-as mexikóvárosi olimpián ezüstérmet szerzett. Az 1972-es müncheni olimpián tizenharmadik lett.